# Селби, Ли
Ли Селби (англ. Lee Selby; 14 февраля 1987, Барри, Вейл-оф-Гламорган, Уэльс, Великобритания) — валлийский боксёр-профессионал, выступающий в полулёгкой, во второй полулёгкой и в лёгкой весовых категориях. Среди профессионалов бывший чемпион мира по версии IBF (2015—2018) и чемпион Европы по версии EBU (2014—2015) в полулёгком весе.

## Профессиональная карьера

### Ранняя карьера
Селби начал свою профессиональную карьеру 12 июля 2008 года с победы над Сидомом Разаком в развлекательном центре Ньюпорт в Уэльсе. Выиграв первые четыре поединка, в пятом бою потерпел поражение по очкам в 4-ёхраундовом поединке от Семира Мьюнемна (37:39).
В октябре 2010 года одержал первую досрочную победу. И завоевал в этом бою свой первый титул — чемпиона Уэльса.

### Чемпион Великобритании
17 сентября 2011 Ли Селби (10-1) завоевал титул чемпиона Великобритании и Британского Содружества, победив нокаутом действующего чемпиона Стивена Смита (12-0). Несмотря на то что Ли Селби был аутсайдером, он со старта поединка занял центр ринга, и в 8-м раунде потряс с лева чемпиона и поймал Смита с левым боковым. Смит не смог восстановиться. Селби стал новым чемпионом Великобритании и Британского Содружества
В декабре 2011 года Селби защитил титулы в бою с Джоном Симпсоном (22-8).
В 2013 году Ли защитил титулы в поединках с Мартином Линдснеем (20-1) и Корри Маккдоннеллом (11-0-1).

### Международные достижения
13 июля 2013 года Селби завоевал интерконтиненатльный титул чемпиона по версии WBC. Селби победил по очкам небитого ранее румынского боксёра призёра чемпионатов мира и Европы, Виорела Саймона (16-0).
В октябре этого же года Ли нанёс первое поражение соотечественнику Райану Уолшу (16-0-1) в защите принадлежавших ему титулов Британии с Содружества.
В феврале 2014 года Селби нокаутировал британца Рендала Мунро (27-3-1) и завоевал вакантный титул чемпиона Европы в полулёгком весе по версии EBU.

### Бой за титул чемпиона мира
30 мая 2015 года Ли Селби победил техническим решением судей небитого российского боксёра, Евгения Градовича, и стал новым чемпионом мира в полулёгком весе по версии IBF. В 8-м раунде рефери, посоветовавшись с врачом, остановил поединок из-за рассечения у Градовича. Был объявлен подсчёт судейских записок. Все судьи отдали победу британцу. (Счёт судей: 72-80, 73-79, 73-79.)

## Статистика профессиональных боёв
В таблице перечислены результаты всех поединков боксёров.
В каждой строке указан результат поединка. Дополнительно номер поединка обозначен цветом, который обозначает итог поединка. Расшифровка обозначений и цветов представлена в нижеследующей таблице.
| Пример | Расшифровка                     |
| ------ | ------------------------------- |
|        | Победа                          |
|        | Ничья                           |
|        | Поражение                       |
|        | Планируемый поединок            |
|        | Поединок признан несостоявшимся |
| КО     | Нокаут                          |
| ТКО    | Технический нокаут              |
| PTS    | Решение судей (по очкам)        |
| UD     | Единогласное решение судей      |
| MD     | Решение большинства судей       |
| SD     | Раздельное решение судей        |
| RTD    | Отказ от продолжения боя        |
| DQ     | Дисквалификация                 |
| NC     | Поединок признан несостоявшимся |

| 32 поединка, 28 побед (9 нокаутом), 4 поражения. | 32 поединка, 28 побед (9 нокаутом), 4 поражения. | 32 поединка, 28 побед (9 нокаутом), 4 поражения. | 32 поединка, 28 побед (9 нокаутом), 4 поражения. | 32 поединка, 28 побед (9 нокаутом), 4 поражения. | 32 поединка, 28 побед (9 нокаутом), 4 поражения.                                  | 32 поединка, 28 побед (9 нокаутом), 4 поражения.                                                                             |
| Результат                                        | Соперник                                         | Способ                                           | Раунд, время                                     | Дата боя                                         | Место проведения боя                                                              | Примечания |
| ------------------------------------------------ | ------------------------------------------------ | ------------------------------------------------ | ------------------------------------------------ | ------------------------------------------------ | --------------------------------------------------------------------------------- | --- |
| 28-4                                             | Густаво Даниэль Лемос (27-0)                     | TKO                                              | 5 (12), 2:04                                     | 26 марта 2022                                    | Estadio Luna Park, Буэнос-Айрес, провинция Буэнос-Айрес, Аргентина                | Бой за статус обязательного претендента на титул чемпиона мира по версии IBF в лёгком весе.                                  |
| 28-3                                             | Джордж Камбосос мл. (18-0)                       | SD                                               | 12                                               | 31 октября 2020                                  | Уэмбли Арена, Уэмбли, Лондон, Великобритания                                      | Счёт: 115-114, 110-118, 112-116. Бой за статус обязательного претендента на титул чемпиона мира по версии IBF в лёгком весе. |
| 28-2                                             | Рики Бёрнс (43-7-1)                              | MD                                               | 12                                               | 26 октября 2019                                  | O2 Арена, Гринвич, Лондон, Великобритания                                         | Счёт: 116-112, 115-115, 116-113.                                                                                             |
| 27-2                                             | Омар Дуглас (19-2)                               | UD                                               | 12                                               | 23 февраля 2019                                  | O2 Арена, Гринвич, Лондон, Великобритания                                         | Завоевал вакантный титул IBF Inter-Continental в лёгком весе. Счёт: 116-112, 116-112, 115-114.                               |
| 26-2                                             | Джош Уоррингтон (26-0)                           | SD                                               | 12                                               | 19 мая 2018                                      | Elland Road Football Ground, Лидс, Великобритания                                 | Утратил титул IBF в полулёгком весе. Счёт: 115-113, 112-116, 113-115.                                                        |
| 26-1                                             | Эдуардо Рамирес (20-0-3)                         | UD                                               | 12                                               | 9 декабря 2017                                   | Copper Box Arena, Queen Elizabeth Olympic Park, Хакни Уик, Лондон, Великобритания | Защитил титул IBF в полулёгком весе. Счёт: 119-109, 116-112, 118-110.                                                        |
| 25-1                                             | Джонатан Виктор Баррос (41-4-1)                  | UD                                               | 12                                               | 15 июля 2017                                     | Уэмбли Арена, Лондон, Великобритания                                              | Защитил титул IBF в полулёгком весе. Счёт: 119-108, 117-110, 117-110.                                                        |
| 24-1                                             | Андони Гаго (16-2-2)                             | TKO                                              | 9 (10), 0:41                                     | 4 марта 2017                                     | О2 Арена, Лондон, Англия                                                          | |
| 23-1                                             | Эрик Хантер (21-3)                               | UD                                               | 12                                               | 9 апреля 2016                                    | О2 Арена, Лондон, Англия                                                          | Защитил титул IBF в полулёгком весе. Счёт: 116-110, 116-110, 115-111.                                                        |
| 22-1                                             | Фернандо Монтиель (54-4-2)                       | UD                                               | 12                                               | 14 октября 2015                                  | Хила Ривер-арена, Аризона, Глендейл, США                                          | Защитил титул IBF в полулёгком весе. Счёт: 119-109, 118-108, 116-112.                                                        |
| 21-1                                             | Евгений Градович (19-0-1)                        | TD                                               | 8 (12), 1:00                                     | 30 мая 2015                                      | О2 Арена, Гринвич, Лондон, Англия                                                 | Завоевал титул чемпиона мира по версии IBF (5-я защита Градовича) в полулёгком весе. Счёт: 80-72, 79-73, 79-73.              |
| 20-1                                             | Джоель Бранкер (27-0)                            | TKO                                              | 9 (12), 2:49                                     | 11 октября 2014                                  | Купол тысячелетия, Лондон, Англия                                                 | |
| 19-1                                             | Ромуло Коасича (21-3)                            | UD                                               | 12                                               | 2014-05-17                                       | Моторпойнт Арена Кардифф, Кардифф, Уэльс                                          | Защитил титул WBC International в полулёгком весе.                                                                           |
| 18-1                                             | Рендалл Мунро (27-3-1)                           | TKO                                              | 6 (12), 1:31                                     | 2014-02-01                                       | Моторпойнт Арена Кардифф, Кардифф, Уэльс                                          | Защитил титул Содружества Великобритании и выиграл вакантный титул чемпиона Европы по версии EBU в полулёгком весе.          |
| 17-1                                             | Райан Уолш (16-0-1)                              | UD                                               | 12                                               | 2013-10-05                                       | О2 Арена, Лондон, Англия                                                          | Защитил титулы British & Commonwealth в полулёгком весе.                                                                     |
| 16-1                                             | Виорел Симион (16-0)                             | UD                                               | 12                                               | 2013-07-13                                       | Крейвен Парк, Галл, Англия                                                        | Выиграл титул WBC International в полулёгком весе.                                                                           |
| 15-1                                             | Кори Макконнелл (11-0-1)                         | TKO                                              | 5 (12), 1:16                                     | 2013-04-20                                       | Winter Gardens, Блэкпул, Англия                                                   | Защитил титул Commonwealth в полулёгком весе.                                                                                |
| 14-1                                             | Мартин Линдсей (20-1)                            | UD                                               | 12                                               | 2013-02-09                                       | Одиссей Арена, Белфаст, Северная Ирландия                                         | Защитил титулы British & Commonwealth в полулёгком весе                                                                      |
| 13-1                                             | Патрик Окейн (11-1-1)                            | TKO                                              | 5 (12)                                           | 2012-05-25                                       | Ньюпорт Центр, Ньюпорт, Уэльс                                                     | Защитил титул Commonwealth в полулёгком весе.                                                                                |
| 12-1                                             | Джон Симпсон (22-8)                              | TKO                                              | 5 (12)                                           | 2011-12-14                                       | Йорк-холл, Лондон, Англия                                                         | Защитил титулы British & Commonwealth в полулёгком весе.                                                                     |
| 11-1                                             | Стивен Смит (12-0)                               | KO                                               | 6 (12)                                           | 2011-09-17                                       | Ливерпуль Олимпия, Ливерпуль, Англия                                              | Выиграл титулы British & Commonwealth в полулёгком весе.                                                                     |
| 10-1                                             | Джеймс Анклиф                                    | TKO                                              | 6 (10)                                           | 2011-07-30                                       | Pill Millennium Centre, Ньюпорт, Уэльс                                            | |
| 9-1                                              | Юсеф Аль Хамиди                                  | PTS                                              | 6                                                | 2011-04-27                                       | Ливерпуль Олимпия, Ливерпуль, Англия                                              | |
| 8-1                                              | Дай Девис                                        | KO                                               | 2 (10)                                           | 2010-10-30                                       | Ньюпорт Центр, Ньюпорт, Уэльс                                                     | |
| 7-1                                              | Бен Джонс                                        | PTS                                              | 6                                                | 2010-06-25                                       | Brentwood Centre, Брентвуд, Англия                                                | |
| 6-1                                              | Джимми Бриггс                                    | PTS                                              | 4                                                | 2009-11-20                                       | Ньюпорт Центр, Ньюпорт, Уэльс                                                     | |
| 5-1                                              | Ян Бейли                                         | PTS                                              | 6                                                | 2009-08-10                                       | Jumeirah Carlton Tower Hotel, Лондон, Англия                                      | |
| 4-1                                              | Самир Мьюнемн                                    | PTS                                              | 4                                                | 2009-05-29                                       | Фентон Манор Спортс Комплекс, Сток-он-Трент, Англия                               | |
| 4-0                                              | Джони Гривз                                      | PTS                                              | 6                                                | 2009-03-13                                       | Ньюпорт Центр, Ньюпорт, Уэльс                                                     | |
| 3-0                                              | Крейг Джонсон                                    | PTS                                              | 4                                                | 2009-02-27                                       | Barnsley Metrodome, Барнсли, Англия                                               | |
| 2-0                                              | Питер Бакли                                      | PTS                                              | 6                                                | 2008-10-24                                       | Ньюпорт Центр, Ньюпорт, Уэльс                                                     | |
| 1-0                                              | Сид Разак                                        | PTS                                              | 6                                                | 2008-07-12                                       | Ньюпорт Центр, Ньюпорт, Уэльс                                                     | |

## Личная жизнь
Ли Селби является старшим братом известного боксёра, чемпиона мира и Европы, участника Олимпийских игр, Эндрю Селби.